# Раждане на Италианската република
Италианската република се ражда резултат на институционалния референдум, проведен на 2 юни 1946 г., който решава бъдещата форма на държавно управление след края на Втората световна война. Това гласуване бележи исторически момент, тъй като за първи път в Италия жените получават право на глас. Участват около 13 милиона жени и 12 милиона мъже, което представлява впечатляващите 89,08% от всички 28 005 449 граждани с избирателни права.
Резултатите са обявени от Върховния касационен съд на Италия на 10 юни 1946 г.: 12 717 923 гласа в полза на републиката срещу 10 719 284 гласа в полза на монархията.
В нощта между 12 и 13 юни, по време на заседанието на Министерски съвет, президентът на Италия Алчиде де Гаспери взема предвид резултатите от институционалния референдум и поема функциите на временен държавен глава. Бившият крал на Италия Умберто II Савойски доброволно напуска страната на 13 юни, заминавайки за Кашкайш в Португалия, без да изчака окончателните резултати и решението по жалбите на роялистите, които са отхвърлени от Касационен съд на 18 юни 1946 г. Същия ден съдът включва данните от липсващите секции, придавайки на резултатите окончателен вид. Роялистите се оплакват от безредици и изборни измами в референдума, които така и не са доказани. Непосредствено след него има сблъсъци, причинени от роялистите, и живота си губят няколко души, като напр. в Неапол.
На 2 юни 1946 г., наред с избора на институционалната форма на държавата, италианските граждани гласуват и за състава на Учредителното събрание, натоварено със задачата да изготви новата конституция. На първата си сесия на 28 юни Учредителното събрание избира Енрико Де Никола за временен глава на Италианската държава с 396 гласа за от 501 при първо гласуване.  
С влизането в сила на новата конституция на Италианската република на 1 януари 1948 г. Енрико Де Никола става първият президент на републиката. Това е преход от голямо значение за историята на съвременна Италия след двадесетте години на фашизъм, участие във Втората световна война и един много наситен със събития период от националната история. През май 1948 г. Луиджи Ейнауди е избран за президент на Италианската република и се превръща в първия държавен глава, който изпълнява пълен 7-годишен мандат, утвърждавайки стабилността на новата републиканска система.

## История

### Републиканските идеи и обединението на Италия
Съвременното италианско републиканско движение води началото си от историята на републиките от древния свят (напр. Древен Рим) и от историята на средновековните републики (напр. Пиза, Сиена, Лука, Флоренция, Генуа, Венеция, Амалфи, Рагуза и др.), които навлизат в окончателна криза през Ренесанса (само някои оцеляват и сред тях тази на Сан Марино, все още съществуваща и следователно считана за най-старото съществуващо правителство). Видни сред водещите теоретици и активисти в защитата на средновековните републики са Джироламо Савонарола, Николо Макиавели и Франческо Бурламаки. 

След Френската революция републиканската идея се завръща, за да спечели последователи и в Италия (вж. т. нар. „дъщерни републики“). С Реставрацията в началото на 19 век републиканското движение става много силно и е главният герой на събитията от 1848 г. Сред основните поддръжници на републиканизма на Рисорджименто са Джузепе Мацини, Карло Катанео, Джузепе Ферари, Карло Пизакане и Кристина Тривулцио ди Белджойозо.
През юли 1831 г. Джузепе Мацини, изгнаник в Марсилия, основа „Млада Италия“ (на итал. Giovine Italia) – политическото движение, което за първи път си поставя за цел да превърне Италия в унитарна демократична република, съгласно принципите на свободата, независимостта и единството, премахването на монархиите на държавите преди Обединението, включително Кралство Сардиния. „Млада Италия“ представлява един от фундаменталните моменти в Италианското Рисорджименто и нейната републиканска програма предшества във времето както неогвелфската идеология на Винченцо Джоберти (обединение на Италия под папството), така и пропиемонтската идеология на Чезаре Балбо. Впоследствие миланецът Карло Катанео насърчава секулярна Италия, както е замислена от Мацини, но организирана във федерация.
Политическият проект на Мацини и този на Катанео са анулирани от действията на пиемонтския министър-председател Камило Бенсо ди Кавур и на Джузепе Гарибалди. Гарибалди, въпреки че идва от редиците на „Млада Италия“ на Мацини, оставя настрана институционалния проблем за целите на обединението на Италия. След като се насочва към завладяването на почти цяла Южна Италия (Кралството на двете Сицилии) чрез Похода на хилядата през 1860 г., Гарибалди предава завладените територии на краля на Сардиния Виктор Емануил II Савойски, силно критикуван от някои републиканци, които го обвиняват в предателство, въпреки че Гарибалди продължава да действа по собствена воля и в непрекъснат конфликт с италианското монархическо правителство.
На 17 март 1861 г. Субалпийският парламент в столицата Торино провъзгласява Виктор Емануил II не за крал на италианците, а за „крал на Италия, по Божията милост и волята на нацията“. Не „първи“, като крал на Италия, а „втори“ като отличителен знак за приемствеността на Савойската династия. Приетата конституция е Албертиновият устав, обнародван през 1848 г. от Карл Алберт Савойски-Каринян, крал на Сардиния.

През 1861 г., когато след процеса на обединение Кралство Сардиния е наследено от Кралство Италия, уставът не е променен (не е предвидена конституционна ревизия) и следователно остава правният крайъгълен камък, на който новата държава се подчинява на национално ниво. Той предвижда двукамарна система, като парламентът е разделен на Камара на депутатите ̟– избираема (макар че едва през 1911 г. е постигнато всеобщото избирателно право за мъжете  при премиера Джовани Джолити), и Сенат, назначаван единствено от краля.
Републикански лидери, които през 1853 г. са създали Партията на действието, участват и в изборите за италиански парламент. По този повод са избрани и Мацини и Гарибалди. През 1877 г. републиканци и демократи сформират парламентарната крайнолява група. Проблемът с клетвата за вярност към монархията, изисквана за депутатите, е спорно решен от най-големия изразител на Крайната левица Феличе Кавалоти, който, преди да изрецитира необходимата формулировка, повтаря републиканските си убеждения, като уточнява, че не приписва никаква етична или морална стойност на формалността, на която е подложен. През 1895 г. и най-непреклонните републиканци започват да участват в политическия живот на кралството, образувайки Италианската републиканска партия. Две години по-късно Крайната левица постига историческия максимум с избраните в парламента 81 депутати в трите си компонента – радикалдемократи, социалисти и републиканци.
Със смъртта на Кавалоти и навлизането в 20 век радикалният компонент първи се отказва от възовновяването на институционалния проблем. През 1901 г. техният лидер Еторе Саки заявява, че всяка „предпоставка“ спрямо монархията трябва да бъде изоставена, считайки всички реформи, застъпени от радикалите, съвместими с монархическата институция. През 1913 г. обаче официалните социалисти, синдикалистите и републиканците постигат задоволителен резултат, като успяват да получат 77 избрани депутати, без да се броят реформаторските, промонархически настроени социалисти.
През 1914 г., при избухването на Първата световна война, Италия може да бъде причислена към либералните демокрации въпреки че вътрешното напрежение, дължащо се на исканията на народните класи, заедно с нерешеният въпрос за отношенията с Католическата църква поради събитията от 1870 г. (превземането на Порта Пиа и окупацията на Рим) оставят голям проблем.

### Републиканските идеи в следвоенния период и идването на фашизма
На изборите през 1919 г. партиите с републиканска идеология (Социалистите-максималисти и Републиканската партия) получават 165 от 508-те места в Камарата на депутатите. През 1921 г., след основаването на Комунистическата партия на Италия, трите партии имат общо 145 депутати от 535. По принцип в началото на следвоенния период около 30% от избраните в Камарата са за демократична или социалистическа република.
В този контекст навлиза Мусолини, като основава Италианския съюз на борбата. Съюзът за кратко време, използвайки темите, скъпи на италианските националисти, както и разочарованието от „осакатената победа“, се представя като пазител на промонархически настроената италианска либерална политическа система срещу марксистката и революционната левица с републиканска идеология. Не малка е и подкрепата за младото движение от страна на висшата буржоазия, както поземлената, така и индустриалната, на аристокрацията (самата кралица-майка Маргарита Савойска е поддръжник на фашизма), на висшето духовенство и на чиновниците, естествено дадена след премахването на онези социалистически характеристики, типични за Съюза на борбата. Всъщност либералната политическа система избира фашизма за своя опора, но на свой ред е негова жертва, тъй като е заменено от авторитарен, тоталитарен, милитаристичен и националистически режим.
Назначаването от страна на Виктор Емануил III на Мусолини за министър-председател през октомври 1922 г., въпреки че не противоречи на Албертиновия устав, който дава широки правомощия на краля да назначава правителството, противоречи на практиката, установена през предходните десетилетия. Самият Албертинов устав е изпразнен от съдържание след ефективното установяване на фашистката диктатура през 1925 г. Гарантираните от него свободи са премахнати и парламентът е опитомен според волята на новото правителство. В действителност позицията на гражданина в присъствието на институциите по време на фашизма показва дублиране на подчинението преди на краля, а сега и на „Дучето“ (Мусолини), и условието за равенство между гражданите (и между тях и институциите) става все по-лабилно, отдалечавайки се от вече постигнатите демократични принципи. Представителството е силно (ако не и абсолютно) повлияно от забраната на всички партии и асоциации, неконтролирани от режима (с изключение на контролираните от Католическата църква, във всеки случай подложени на строги ограничения, и от Общата конфедерация на италианската индустрия)ː това води до преобразуване на Камарата на депутатите в Камара на фашистите и на корпорациите в нарушение на устава. През всичките тези години няма явен опит от страна на кралската власт да се противопостави на политиката на фашисткото правителство.

### Антифашистките партии в чужбина и Италия
С одобрението на извънредните закони на фашизма (Кралски указ n. 1848 от 6 ноември 1926 г.) всички политически партии, действащи на италианска територия, са разпуснати, с изключение на Националната фашистка партия. Някои от тях обаче се преместват или се установяват отново в чужбина, главно във Франция. На 28 март 1927 г. в Париж се сформира Антифашистката концентрация между Италианската републиканска партия (PRI), Италианската социалистическа партия (PSI), Социалистическата партия на единството (PSULI) (името, прието от реформаторските социалисти на Филипо Турати), Италианската лига за човешки права (LIDU) и външния офис на синдакатите CGIL на Бруно Буоци. От нея са изключени Италианската комунистическа партия (PCI) и членовете на партиите, които не са възстановени в изгнание (либерали, народни и т.н.).
През май 1928 г. Централният комитет на Антифашистката концентрация посочва създаването на демократична работническа република като крайна цел на антифашистката борба. След вливането на Обединителната социалистическа партия (PSULI) на Филипо Турати, Клаудио Тревес и Джузепе Сарагат в Италианската социалистическа партия (PSI) на Пиетро Нени (юли 1931 г.), либералното социалистическо движение на Карло Росели „Справедливост и свобода“ също влиза в Антифашистката концентрация (октомври 1931 г.).
През май 1934 г. Антифашистката концентрация се разпада поради ориентацията на Социалистическата партия към пакт за обединено действие с Италианската комунистическа партия, но без да поставя под въпрос антифашисткия и републикански избор на нейните партии. Пактът за единство на действията между социалисти и комунисти е сключен през август 1934 г. и остава в сила до 1956 г.
Междувременно в Италия тайно са сформирани други антифашистки ядра, свързани със Справедливост и свобода, особено в Милано, с Феручо Пари и Рикардо Бауер, и във Флоренция, с Ернесто Роси. По инициатива на тези компоненти на 4 юни 1942 г. е създадена Партията на действието (PdA) с републикански пристрастия, която приема името на едноименната партия на Джузепе Мацини от 1853 г. и която представлява през 1944/45 г. поради важността, идваща от връзката с партизанските части, втората сила на Комитета за национално освобождение (CLN) (политическата партия, свързана с най-много партизански формирования, е Италианската комунистическа партия).

### „Институционалната криза” през 1943 – 1944 г.
На 25 юли 1943 г., когато войната на страната на Германия започва да се влошава, крал Виктор Емануил III, в съгласие с част от фашистките йерарси, отменя мандата на Мусолини и го арестува, като поверява управлението на маршал Пиетро Бадолио. Новото правителство започва контакти със Съюзниците за постигане на примирие.

След обявяването на примирието от Касибиле на 8 септември 1943 г. Италия изпада в хаос. Виктор Емануил III, дворът и правителството на Бадолио бягат от Рим (където има германски сили) в Бриндизи (свободен от контрола на нацистите и който скоро е достигнат от настъплението на Съюзниците). Армията като цяло, без заповед, се разпуска и бързо е разоръжена от германските войски, и страната се оказва разделена на две: Южното кралство, вече освободено от Съюзниците, формално под суверенитета на Савоя, и Италианската социална република в регионите, все още окупирани от нацистите, формално водена от Мусолини.
От правна гледна точка не се променя нищо, но от съществена гледна точка властта на монарха е прекратена поради разделянето на националната територия на отделни области, като и двете по различни причини са отстранени от regia potestas: Северна и Централна Италия, включително и столицата Рим всъщност е, чрез RSI, под железен германски контрол, на юг условията на примирието са лишили краля от законова власт и де факто суверенитет поради ограниченията, произтичащи от примирието. Следователно, изправени пред това делегитимиране на кралската власт, италианските партии се утвърждават като нови политически субекти, възстановени въпреки официалното запазване на забраната и обединени в Комитета за национално освобождение (CLN): Италианската комунистическа партия (PCI), Италианското социалистическо пролетарско единство (PSI), Демократическата партия на труда (PDL), Партията на действието (PdA), Християндемократическата партия (DC) и Италианската либерална партия (PLI).
CLN се утвърждава и на международната сцена като сложен, многостранен субект, който е кандидат за политическа хегемония в страната с Конгреса в Бари (28-29 януари 1944 г.). На този конгрес присъединилите се партии единодушно поискват абдикацията на краля, както и съставянето на правителство с пълни правомощия и с участието на всичките шест партии, за да се изправи срещу войната и „да се подготви, с гаранция за безпристрастност и свобода, за свикването на Учредително събрание веднага щом военните действия бъдат прекратени“.

### „Институционално примирие“: от обрата от Салерно до референдума
През 1944 г. правителството на Пиетро Бадолио е внезапно признато от СССР – факт, който шокира както англичаните и американците (не знаещи за съответните преговори), така и италианската политическа левица, която дотогава има позиция на ясно затваряне по отношение на монархията. Под натиска на Сталин италианските комунисти (PCI) изразяват желанието си да влязат в правителството и другите леви партии се чувстват длъжни да направят същото, за да не останат извън политическата игра. Така се достига до обрата от Салерно: политическите партии оставят настрана антимонархическите настроения, за да отложат институционалния въпрос до края на войната, и се съгласяват да влязат в ново правителство, водено от Бадолио; суверенът се съгласява да предаде правомощията си на сина си Умберто, когато Рим бъде освободен. Междувременно правителството мести централата си в Салерно, близо до съюзническия щаб в Казерта. Тази близост има и политическа стойност, тъй като Съюзниците сега имат по-голямо внимание към италианското правителство.
На 4 юни 1944 г. с навлизането на съюзническите войски Рим е освободен. Виктор Емануил III назначава сина си Умберто II за наместник (лейтенант) на Кралството. Назначено е ново правителство, в което влизат всички партии на Комитета за национално освобождение и чийто министър-председател е Иваное Бономи.

Предишното споразумение между Короната и Комитета е формализирано в Лейтенантски указ № 151/1944, който постановява, че в края на войната ще бъде свикано Учредително събрание, за да се даде конституция на Държавата и да се разреши институционалният въпрос. Междувременно министрите се ангажират с действие, без по никакъв начин да застрашат разрешаването на институционалния въпрос. Освен това с този указ правителството си приписва законодателна функция. Тъй като Уставът на Кралство Италия (по-известен като Албертинов устав) е гъвкава конституция (т.е. той, понеже не може да предвиди съществуването на конституционни закони, би могъл да бъде модифициран с обикновен закон), всъщност този указ поражда нещо като преходна конституционна структура, която въвежда нова форма на законодателство: законодателният лейтенантски указ.

### Всеобщо избирателно право и Учредително събрание
На 31 януари 1945 г., когато Италия е разделена и Северна Италия е подложена на германска окупация, Министерски съвет, председателстван от Иваное Бономи, одобрява указ, признаващ правото на глас на жените (Законодателен лейтенантски указ № 23 от 2 февруари 1945 г.). По този начин всеобщото избирателно право е признато след напразните опити, направени през 1881 и 1907 г. от жените от различните партии.
Едновременно с институционалния референдум от 2 юни 1946 г. е избрано Учредителното събрание, което изработва и одобрява Конституцията на Италианската република, която влиза в сила на 1 януари 1948 г.

## Институционален референдум от 1946 г.

### Митинги и протести
Лейтенантският законодателен указ n. 151 от 25 юни 1944 г., издаден по време на правителството на Иваное Бономи, превръща в закон споразумението в края на войната да се проведе референдум сред цялото население на Италия за избор на формата на държавно управление и за избиране на Учредително събрание. Прилагането на декрета обаче  трябва да изчака вътрешната италианска ситуация да се консолидира и изясни: през април 1945 г. (края на войната) Италия е победена страна, окупирана от чужди войски, с правителство, дефинирано като воюваща страна и с част от населението допринесло за освобождаването на страната от германската окупация.
На 16 март 1946 г. принц Умберто постановява, според предвиденото в споразумението от 1944 г., че институционалната форма на държавата ще бъде решена чрез референдум, който ще се проведе едновременно с изборите за Учредително събрание. Указът за свикване на референдума гласи отчасти: „... ако мнозинството от гласоподавателите се произнесе...“ – фраза, която би могла да означава, че има и възможността нито една от двете предложени институционални форми (монархия или република) да постигне мнозинството на гласоподавателите. Двусмислието на този израз е причина за разгорещени следреферендумни дебати и протести, колкото и без значение за обявяването на резултата от референдума да са те, тъй като гласовете в полза на републиката ще бъдат числено по-големи от общия сбор на празните и невалидните бюлетини в полза на монархията.
В допълнение към традиционните партии с републиканска ориентация (PCI, PSIUP, PRI и PdA) между 24 и 28 април 1946 г., като част от работата на своя 1-ви конгрес, християндемократите (DC) също изразяват с тайно гласуване своето мнение в в полза на републиката, със 730 500 гласа „за“, 252 000 „против“, 75 000 въздържали се и 4000 празни бюлетини. Единствената партия на CLN, която се обявява в полза на монархията, е Либералната партия (PLI), която по време на своя национален конгрес, проведен в Рим, гласува с 412 гласа за монархията гласа срещу 261 за републиката. На референдума PLI се представя заедно с Демократичната партия на труда (PDL) в листата на Националния демократичен съюз (CLN). Новосъздаденият Фронт на обикновения човек (UQ) заема агностична позиция.
За да се гарантира общественият ред, са създадени спомагателни полицейски сили от Министерството на вътрешните работи, ръководени от Джузепе Ромита.

### Абдикация и изгнание на Виктор Емануил III
Месец преди референдума Виктор Емануил III се съгласява да абдикира в полза на сина си Умберто, който вече е наместник (на итал. luogotenente) на Кралството. Представителите на партиите, благосклонни към републиката, протестират, вярвайки, че поемането на кралски правомощия от Наместника на кралството противоречи на чл. 2 от Лейтенантският законодателен указ n. 98 от 16 март 1946 г., който предвижда: „Ако мнозинството от гласоподавателите се произнесат в полза на монархията, настоящият режим на Лейтенанта ще продължи до влизането в сила на резолюциите на Събранието относно новата конституция и държавния глава“.
Абдикацията на краля и последващото прекратяване на режима на Лейтенанта е поискано от монархистите с надеждата, че пълното наследяване на престолонаследника – по-малко компрометирана от баща му фигура би могло да привлече по-голямо обществено одобрение преди референдума. Впоследствие бившият суверен незабавно заминава в доброволно изгнание в Александрия, Египет. Умберто на 13 юни потвърждава даденото обещание да зачита свободно изразената воля на гражданите по отношение на избора на институционална форма, но никога няма да я приеме.

### Гласуване
На 2 юни и сутринта на 3 юни 1946 г. в Италия се провежда референдумът за избор между монархия или република. Действителните гласове в полза на републиката са с около 2 млн. повече от тези за монархията. Жалбите на загубилата страна са отхвърлени и слуховете за предполагаема измама никога не са потвърдени.
Гласоподавателите са 24 946 878 души, което се равнява на приблизително 89,08% от гласоподавателите; валидните бюлетини са 23 437 143, а невалидните (вкл. празни) са 1 509 735. На референдума на 2 юни жените гласуват с избирателна активност от приблизително 82%. Официалните резултати от институционалния референдум са: за републиката 12 718 641 гласа (равно на приблизително 54,27% от валидните бюлетини), за монархията 10 718 502 гласа (равно на приблизително 45,73% от валидните бюлетини).
Анализирайки данните регион по регион, може да се види как Италия на практика е разделена на две: Северна Италия, където републиката печели с 66,2%, и Южна Италия, където монархията печели с 63,8%.
Тези, които все още са извън националната територия, в затвори или лагери за интерниране в чужбина преди приключването на избирателните списъци, нямат възможност да гласуват, нито пък гражданите на териториите на провинциите Болцано (общо 300 000 души) (с изключение на общините Антериво, Бронцоло, Кортача, Еня, Кауреньо, Магре, Монтаня, Ора, Провес, Салорно, Сенале-Сан Феличе и Тродена, тогава част от провинция Тренто), Гориция, Триест, Пула, Фиуме и Задар (общо 1 325 000 жители), тъй като те са обект на международен спор и все още са подчинени на съюзнически или на югославски военни правителства. Завърналите се в Италия между датата на затваряне на списъците (април 1946 г.) и гласуването също са изключени.
От цяла Италия бюлетините и протоколите от 31 избирателни района се пренасят в  Дворец „Монтечиторио“ в Рим. Преброяването се извършва в присъствието на Върховния касационен съд, заседаващ на маса във формата на подкова, англо-американските служители от Съюзническата комисия и журналистите. Двама служители събират данните от протоколите на две изчислителни машини – една за монархията и една за републиката, като водят второ броене на ръка.

### Резултати от референдума
На 10 юни 1946 г. Върховният касационен съд на Италия обявява резултатите от референдума, а на 18 юни включва данните от липсващите секции и постановява окончателното решение по споровете, протестите и жалбите относно дейността на референдума:
| форма на държавно управление | Гласове    | %     |
| ---------------------------- | ---------- | ----- |
| Монархия                     | 12 718 641 | 54,27 |
| Република                    | 10 718 502 | 45,73 |
| Общо                         | 23 437 207 | 100   |
| бели бюлетини                | 1 146 729  | 4,6   |
| невалидни бюлетини           | 1 509 735  | 6,05  |
| Брой гласували               | 24 946 878 | 89,08 |
| Избиратели                   | 28 005 449 |       |

### Резултати за образуване на Учредителното събрание
Трябва да бъдат избрани 556 депутати, а от очакваните 573 липсват тези от някои провинции. Както може да се види, партиите, изразили се в подкрепа на републиката (DC, PCI, PSIUP, PRI и PdA), получават общ процент гласове (малко над 80%), който е много по-висок от този, изразен в полза на републиката в референдума (54,3%). Резултатът на монархистко-либералните листи е абсолютно разочароващ (малко под 10%) в сравнение с 45,7% от гласовете, изразени в полза на монархията. UQ поддържа агностична позиция.
| Партия      | Партия | % гласове | кресла |
| ----------- | --- | --------- | ------ |
|             | Християндемократи (DC) | 35,2%     | 207    |
|             | Италианска социалистическа партия на пролетарското обединение (PSI)                                                                                       | 20,7%     | 115    |
|             | Италианска комунистическа партия (PCI) | 18,9%     | 104    |
|             | Национален демократичен съюз (Италианска либерална партия ̹(PLI) и Демократична партия на труда (DL))                                                      | 6,8%      | 41     |
|             | Фронт на обикновения човек (UQ) | 5,3%      | 30     |
|             | Италианска републиканска партия (PRI) | 4,4%      | 23     |
|             | Национален блок на свободата (Италианска демократическа партия (PDI), Национална либерално-демократическа концентрация (CNDL) и Демократичен център (CD)) | 2,8%      | 16     |
|             | Партия на действието (PdA) | 1,4%      | 7      |
| Други листи | Други листи | 4,5%      | 13     |

## Политически последици от референдума

### Обявяване на резултатите и бунтове
На 10 юни в 18.00 часа в Дворец „Монтечиторио“ в Рим Върховният касационен съд на Италия обявява резултатите от референдума, а именно: 12 672 767 гласа за републиката и 10 688 905 за монархията. Докладът обаче завършва с двусмислено изречение: „Съдът, на основание чл. 19 от Законодателния указ n. 219 от 23 април 1946 г. ще се произнесе на друго заседание с окончателно решение по постъпилите в канцелариите на отделните секции и в районните служби или в самия съд спорове, протести и жалби относно извършването на действията по референдума; ще включи резултатите с данните от все още липсващите секции и ще посочи общия брой на гласоподавателите и този на недействителните гласове“.
Вестник „Кориере дела Сера“ още в четвъртък, 6 юни, излиза със заглавие: „Роди се Италианската република“, съобщавайки резултатите: република 12 718 019 гласа, монархия 10 709 423 гласа. Вестник „Стампа“ от Торино публикува подобно заглавие: „Родена е Италианската република“ с подзаглавие „Кралското семейство тръгва към Португалия“.
На 11 юни, обявен за официален празник като първи ден на републиката, в много градове се провеждат манифестации в подкрепа на републиката.
Веднага след обявяването на резултатите Министерският съвет се събира за изпълнение на ал. 3 на чл. 2 от Лейтенантския законодателен указ n. 98 от 16 март 1946 г.: „В случая, предвиден в първия параграф (т.е. победата на републиката), от деня на обявяване на резултатите от референдума и до избирането на временния държавен глава, съответните функции ще се упражнява от действащия председател на Министерски съвет в изборния ден.“ След дълга дискусия се стига до решението, че преди да се продължи в тази посока, би било уместно, от съображения за институционална куртоазия, да се представи следният документ на Умберто II: „След като взех под внимание обявяването на резултатите от референдума направени от Касационния съд, като се има предвид, че тези резултати, по декларация на самия Касационен съд, са податливи на модификация и интеграция, във висш интерес на съгласието на италианците се разрешава до провъзгласяването на окончателни резултати председателят на Министерски съвет г-н Алчиде Де Гаспери да упражнява правомощията на държавен глава съгласно чл. 2 на Лейтенантския законодателен указ n. 98 от 16 март 1946 г., съгласно принципите на действащата конституционна система“. Документът е представен на 11 юни от Де Гаспери за разглеждане от Умберто II, който запазва решението за следващия ден.
В същото време в Неапол – град с висок процент на монархисти, резултатите от референдума разпалват духовете, а монархическият протест предизвиква вълнения. Шествие се опитва да атакува централата на Италианската комунистическа партия на ул. „Медина“, за да премахне трикольорното знаме, изложено без герба на Савоя, но картечен откос, изстрелян от полицейска бронирана кола, опитваща се да поддържа обществения ред, убива девет демонстранти и ранява други 150.
В късната сутрин на 12 юни писменият отговор от на краля достига до министър-председателя, в който Умберто II декларира, че ще уважи „отговора на мнозинството от италианския народ, изразен от гласоподавателите, който би бил резултатът от окончателното решение на Върховния касационен съд“ Тъй като съдът не посочва общия брой гласоподаватели и броя на недействителните гласове, според суверена все още не е сигурно дали републиканският избор, макар и с ясно предимство, представлява мнозинството от гласоподавателите. Следователно до деня на обявяването на окончателните резултати Умберто се надяваː „...да можем да продължим това сътрудничество, насочено към поддържане на това, което е наистина необходимо: Обединението на Италия“.
Напротив, писмото и протестите на монархистите, подобно на кърваво потиснатите протести предишния ден в Неапол и на нов монархически протест, разпръснат на 12 юни, събуждат опасенията на министрите, възнамеряващи да установят републиката възможно най-скоро (според известната фраза на социалистическия лидер Пиетро Нениː „Или Република, или хаос!“).

### Де Гаспери – временен глава на Италианската република
На 13 юни Министерски съвет, със заседание от предходната вечер, постановява, че след обявяването на резултатите, дадени на 10 юни от Касационния съд, функциите на временен държавен глава, основани на чл. 2 от Лейтенантския законодателен указ n. 98 от 16 март 1946 г., трябва вече да бъде приет ope legis (по право) от министър-председателя Алчиде Де Гаспери въпреки отлагането на съобщаването на окончателните резултати. Всъщност според мнението на повечето министри би било абсурдно да не се придаде значимост на съобщението на Касационния съд от 10 юни 1946 г., което той е можел и да пропусне.
Министърът на финансите – либералът Епикармо Корбино заявява: „В крайна сметка въпросът засяга преди всичко личността на Де Гаспери: бих искал да знам дали той осъзнава отговорността, която поема с този дневен ред“. Изправен пред положителния отговор от страна на министър-председателя, е проведено гласуване, което получава пълното одобрение на членовете на правителството, с единственото изключение на либералния министър Леоне Катани. До обявяването на окончателните резултати обаче дейността на Де Гаспери като действащ държавен глава остава ограничена до подготвителни и материални действия. Всъщност първите разпоредби, издадени от Де Гаспери по силата на правомощията на временен държавен глава, са с дата 19 юни 1946 г.
Според монархистите обаче правителството не пожелава да изчака насроченото за 18 юни заседание на Касационния съд, тъй като с това удължаване на времето е щяло да се направи повторна проверка на бюлетините, която е щяла да извади наяве евентуалните измами и това в онзи момент е можело да подпали фитила за гражданска революция, която правителството е искало да избегне.

### Провъзгласяване на Републиката и напускане на бившия крал
След като през нощта между 12 и 13 юни Министерски съвет прехвърля функциите на държавен глава на Алчиде Де Гаспери, без да изчака окончателното решение на Касационния съд, Умберто II Савойски издава прокламация, в която осъжда предполагаемата незаконност, извършена от правителството, и в същия ден заминава със самолет от летище "Чампино" в Рим за Португалия с еднопосочен билет.
Според указа за свикване на референдума на печелившата институционална форма би трябвало да се падне мнозинството от гласоподавателите. Нередността, докладвана от Умберто II, се състои в това, че не е бил взет в предвид броят на невалидните бюлетини (все още необявен от Касационния съд) при изчисляването на мнозинството от гласоподавателите. Според тълкуването, поддържано от монархистите, всъщност този израз би трябвало да се тълкува като „мнозинство от консенсусите в сумата от гласовете за монархията, републиката, празните бюлетини и недействителните бюлетини“. Това последно тълкуване би позволило поддържането на монархическата форма на управление дори в случай на поражение, в случай че републиката, макар и с мнозинство, не е достигнала половината плюс един от гласовете, като в този случай дори празните или невалидни бюлетини биха били счетени за валидни. Все пак поддържането на монархическия режим, основан на чл. 2 от указа, също е подчинено на постигането на „мнозинството от гласоподавателите“ от страна на монархията и следователно тълкуването на преброяването на празните и невалидни бюлетини сред гласоподавателите не изглежда в съответствие с регулаторния контекст, защото от това би могло да произлезе сценарий без победител. Подобна интерпретация всъщност е отхвърлена пет дни по-късно (18 юни) от Касационния съд и във всеки случай се оказва без влияние предвид разликата, постигната от републиканския избор върху гласовете, изразени в полза на монархията в крайния резултат от референдума.
Въпреки че Умберто II е приканван да се съпротивлява от много страни, той все пак предпочита да признае поражението си, като смята, че алтернативата би могла да е подпалването на гражданска война между монархистите и републиканците, особено след събитията в Неапол и след като е информиран от генерал Морис Стенли Лъш, че Съюзниците няма да се намесят, за да защитят безопасността му дори в случай на явно незачитане на законите. Бившият крал първоначално предполага, че отстраняването му е само временно, pro bono pacis. Но в прокламацията преди заминаването си той поверява родината на италианците (а не на техните демократично избрани представители) и освобождава военните и държавните чиновници от предишната клетва за вярност към краля. И след окончателното официализиране на резултатите, извършено от Касационния съд на 18 юни 1946 г., бившият крал не признава валидността на референдума и отхвърля резултата от него, въпреки уверенията, направени преди референдума и през следващите дни. Той никога не е абдикирал, но и тази възможност не е предвидена в Лейтенантския законодателен указ n. 98 от 16 март 1946 г. в случай на победа на републиканците.
„Италианци! При поемането първо на Генералното лейтенантство на Кралството и след това на Короната, аз декларирах, че ще се преклоня пред свободно изразения вот на народа относно институционалната форма на държавата. И аз го направих веднага след 2 юни, сигурен, че всички ще чакат решенията на Върховния касационен съд, на когото законът е поверил контрола и обявяването на окончателните резултати от референдума.
Изправени пред съобщаването на временни и частични данни, направени от Върховния съд; предвид резервата си да се произнесе по жалбите до 18 юни и да обяви броя на избирателите и недействителните гласове; Изправен пред повдигнатия и неразрешен въпрос по пътя на изчисляване на мнозинството, аз вчера отново повторих, че е мое право и задължение като крал да изчакам Касационния съд да обяви дали републиканската институционална форма е постигнала желаното мнозинство.
Внезапно тази нощ, в нарушение на законите и независимата и суверенна власт на съдебната власт, правителството направи революционен жест, поемайки с едностранен и произволен акт правомощия, които не му принадлежат, и ме постави пред алтернативата да предизвикам кръвопролития или да претърпя насилие.
Италианци! Докато страната, наскоро излязла от трагична война, вижда границите си застрашени и самото ѝ единство в опасност, аз вярвам, че е мой дълг е да направя това, което все още трябва да направя, така че по-нататъшната болка и сълзи да бъдат спестени на хората, които вече са пострадали толкова много. . Вярвам, че съдебната система, чиито традиции на независимост и свобода са една от славите на Италия, ще може да има своята свобода на думата; но, без да искам да противопоставям силата на злоупотребата, нито да стана съучастник в незаконността, която правителството е извършило, напускам земята на моята страна с надеждата да предотвратя нови смъртни случаи и нова болка за италианците. Правейки тази жертва във висшите интереси на отечеството, аз чувствам дълг, като италианец и като крал, да изразя своя протест срещу насилието, което се случи; протест в името на Короната и на всички хора, вътре и извън границите, които имаха правото да видят съдбата си решена в съответствие със закона и по такъв начин, че всички съмнения и подозрения да бъдат разсеяни.
Към всички онези, които все още поддържат лоялност към монархията, към всички онези, чиято душа се бунтува срещу несправедливостта, аз си спомням моя пример и се обръщам към увещанието да се избегне влошаването на разногласията, които биха застрашили единството на страната, плод на вярата и жертвата на нашите бащи и може да направи условията на мирния договор по-сериозни. С душа, пълна с болка, но със спокойното съзнание, че съм положил всички усилия да изпълня задълженията си, напускам земята си. За освободени от клетвата за вярност към Краля, а не към Отечеството се считат тези, които са я положили и са ѝ останали верни през много и много тежки изпитания. Отправям мислите си към падналите в името на Италия и моите поздрави към всички италианци. Каквато и съдба да очаква страната ни, тя винаги ще може да разчита на мен като на най-преданото си дете. Да живее Италия!“
Умберто
Рим, 13 юни 1946 г.
Прокламацията на бившия крал е последвана от твърд отговор от министър-председателя Де Гаспери, който я определя като „...един болезнен документ, основан на фалшиви и изкуствени основи“. Де Гаспери сочи, че е направен изричен опит заминаването на краля да остане скрито от министър-председателя. Той повтаря, че данните, изнесени от Касационния съд на 10 юни 1946 г., не са просто съобщение, а пълноценна прокламация. Още в нощта на 10 срещу 11 юни правителството „се запозна с обявяването на резултатите от референдума, който призна мнозинството за републиката, като си запазва правото да вземе решение за конкретните мерки, произтичащи от него". Той припомня, че през следващите два дни са се водили преговори между правителството и суверена за начините за делегиране на кралските правомощия на министър-председателя, без самият суверен да има какво да възрази. Тези преговори са били внезапно прекъснати от телефонно обаждане от министъра на Кралския дом Фалконе Лучиферо вечерта на 12 юни, принуждавайки правителството да повтори своята гледна точка относно конституционните последици от прокламацията. Поради това Де Гаспери отхвърля изявлението, съдържащо се в прокламацията, издадена от вече бившия крал на 13 юни в 22.30 ч., свързана с предполагаем „революционен жест“ и с произволния характер на поемането на власт от правителството. Той също така отхвърля обвинението в „презрение към законите и независимата и суверенна власт на съдебната система“ и в това, че е поставил бившия крал „пред алтернативата да причини кръвопролитие или да претърпи насилие“. Министър-председателят завършва документа, като отбелязва, че „един период, който не е бил лишен от достойнство, завършва с една недостойна страница. Правителството и здравият разум на италианците ще се погрижат да поправят този разрушителен жест, укрепвайки тяхната хармония за демократичното бъдеще на родината,

### Интегриране на данните и окончателно решение по споровете
В 18 часа на 18 юни в Дворец „Монтечиторио“ в Рим Касационният съд, с дванадесет магистрати срещу седем, постановява, че чрез „мнозинство от гласувалите избиратели“, предвидено в закона за установяване на референдума (чл. 2 на ːектенатския законодателен указ № 98 от 16 март 1946 г.), трябва да се разбира като „мнозинството от валидните гласове“, т.е. Върховният съд отхвърля жалбите на монархистите и пристъпва към публикуване на окончателните резултати от референдума: 12 717 923 гласа за републиката, 10 719 284 гласа в полза на монархията и 1 498 136 невалидни гласа. Следователно дори като се вземат предвид празните или невалидни бюлетини, републиката получава абсолютно мнозинство от гласоподавателите, което прави всяка дискусия неуместна от правна тълкувателна гледна точка.

## Първи републикански институции

### Енрико Де Никола – временен държавен глава
На 2 и 3 юни, едновременно с институционалния референдум, се провеждат изборите за Учредително събрание, които дават на партиите в полза на републиката много по-голямо мнозинство от това, получено на референдума. Всъщност сред членовете на Комитета за национално освобождение само Италианската либерална партия се изказва в полза на монархията.
Въз основа на често цитирания чл. 2 на Лейтенантския законодателен указ n. 98/1946, Учредителното събрание на първото си заседание на 28 юни 1946 г. избира за временен държавен глава Енрико Де Никола с 396 гласа от 501 при първо гласуване. С влизането в сила на новата конституция на Италианската република Де Никола е първият, който поема функциите на президент на Италианската република (1 януари 1948 г.). Отново в съответствие със същия член правителството представя своята оставка в ръцете на новия временен държавен глава, който впоследствие възлага на Де Гаспери задачата да състави първото правителство на Италианската република.
На 15 юли 1946 г. президентът на Учредителното събрание Джузепе Сарагат прочита първото послание на държавния глава Енрико Де Никола.

### Конституция на Италианската република
Новата републиканска конституция, одобрена от Учредителното събрание и влязла в сила на 1 януари 1948 г., гласи в чл. 1: „Италия е демократична република, основана на труда“. В чл. 139 постановява, че: „Републиканската форма не може да бъде предмет на конституционна ревизия“.
Тя е интегрирана с някои преходни и заключителни разпоредби, включително I, която предписва: „С влизането в сила на Конституцията временният държавен глава изпълнява задълженията на президент на републиката и поема титлата на такъв“. Освен това разпоредба XIII постановява забраната за влизане в Италия за бившите савойски крале, техните съпруги и техните потомци от мъжки пол. Ефективността на тази разпоредба престава с влизането в сила на Конституционния закон n. 1 от 23 октомври 2002 г , след дебат в парламента и в Италия, продължил много години, и Виктор Емануил Савойски, син на Умберто II, успява да влезе в Италия със семейството си още през декември за кратко посещение. Бившата кралица Мария-Жозе Белгийска е упълномощена да се завърне в Италия през 1987 г., тъй като със смъртта на съпруга ѝ Умберто II и овдовяването ѝ статутът ѝ на съпруга е признат за прекратен.

## Исторически анализ

### Съмнения за изборна измама
Монархистите веднага отдават поражението на предполагаеми измами и на некоректни призиви при свикването на митинги и при провеждането на референдума. Монархическите оценки определят загубените гласове по различни причини на около 3 млн. – число, по-голямо от разликата между републиканския и монархическия избор.
Някои историци подкрепят реконструкция, според която Палмиро Толяти се е намесил, за да забави връщането в Италия на ветераните от руските затворнически лагери, тъй като се е страхувал от техните свидетелства за целите на гласуването.
Сред най-важните аномалии според монархистите са:
- Много военнопленници все още са били в чужбина и следователно не са могли да гласуват. Следователно референдумът е бил свикан умишлено, без да се изчака тяхното завръщане.
- Част от източните провинции (Триест, Гориция и Болцано) все още не са били върнати под италиански суверенитет и следователно резултатът би се считал само за частичен. Освен това това те са провинции, принадлежащи към северната област (в която републиканският вот обикновено е получавал голямо мнозинство).
- Първите получени резултати показват ясно преобладаване на гласовете в полза на монархията, по-специално докладите от Корпуса на кралските карабинери, идващи директно от избирателните секции.
- Статистическите анализи са показали как броят на регистрираните гласове е бил по-висок от този на възможните гласоподаватели.[57] В общия безпорядък след войната изглежда възможно редица избиратели да са използвали фалшиви документи за самоличност, за да гласуват многократно.

Нито една от гореспоменатите аномалии не предполага непременно санкция на монархическия вот или измама в полза на републиката: всъщност е напълно невъзможно да се знае при кого биха отишли липсващите гласове или в полза на коя от двете предполагаеми възможности са били подадени дублираните гласове, нито може да знае степента на представителност на извадката от първите резултати и докладите на карабинерите.
Монархистите представят множество съдебни жалби, които обаче са отхвърлени от Върховния касационен съд на 18 юни 1946 г.
Проучване, публикувано през 2012 г., базирано на статистически анализ на вота на ниво отделна община, използвайки закона на Бенфорд и различни симулации, заявява, че няма индикации за изборна измама, настъпила по време на фазата на преброяване.

### Социология на гласуването
Разликата между предпочитанията, изразени за републиката и тези за монархията, е изненада, тъй като се очаква да бъде дори по-голяма от тази от приблизително 2 млн., получена тогава от официалното гласуване. На север гласуването в Пиемонт – територия, исторически свързана със Савойската династия, където републиката печели с 56,9%, е поразително. Регионът, в който има най-висок процент невалидни гласове, е Вале д'Аоста – друга територия, исторически свързана със Савойската династия.
Предложени са различни социологически и статистически интерпретации на гласуването, които виждат влиянието на икономическото състояние на момента, на навлизането на женския електорат или на редица други фактори.
Според данните от гласуването Италия е разделена на монархически юг и републикански север. Причините за тази ясна дихотомия могат да се търсят в различната история на двете части на Италия след примирието от 8 септември 1943 г. За южните региони войната завършва през 1943 г. със съюзническата окупация и постепенното възстановяване на т. нар. Южно кралство. От друга страна Северът трябва да преживее почти две години нацистка окупация и партизанска борба (срещу германците и фашистите от Италианската социална република) и е кървавият театър на гражданската война (която има ехо, продължило дълго след официалното прекратяване на военните действия). Силите, участващи най-много в партизанската война, се ръководят от открито републикански партии (Комунистическа партия, Социалистическа партия, Движение за справедливост и свобода).
Една от причините, допринесли за поражението на монархията, вероятно е отрицателната оценка на фигурата на Виктор Емануил III, смятан от някои за съотговорен за ужасите на фашизма; от друга страна, решението му да изостави Рим, а с него и италианската армия, оставена без заповеди, за да намери убежище на юг веднага след провъзгласяването на примирието от Касибиле, е възприето като истинско бягство и със сигурност не подобрява доверието на италианците към монархията.
Събитията от Втората световна война не повишават симпатиите към монархията и поради противоречивите нагласи на някои членове на управляващата династия. Съпругата на Умберто II, Мария-Жозе Белгийска, се опитва през 1943 г., чрез контакти със съюзническите сили, да договори отделен мир извън официалната дипломация.

## Хронология на референдума
- 1 март - Правителството, председателствано от Алчиде де Гаспери, започва процедурите за провеждане на институционалния референдум, като финализира съответния законопроект, който определя въпроса, който трябва да бъде поставен на гласуване, директно и ясноː „монархия или република“.
- 12 март - Референдумът е свикан за 2 и 3 юни същата година и са проведени митинги (Лейтенантски законодателен указ № 98).
- 16 март - Умберто II подписва Лейтенантския законодателен указ № 98, с който се свиква референдумът. На същия ден са публикувани някои изявления на баща му Виктор Емануил III Савойски, които обявяват намерението му да абдикира.
- 25 април - На конгреса на християндемократите Атилио Пичони разкрива, че след вътрешно проучване мнението на членовете на партията е разделено, както следва: 60% в полза на републиката, 17% в полза на монархията, 23% не са решили.
- 9 май - Виктор Емануил III абдикира и напуска Италия с кораб от Неапол. Заминаването следва дълга среща със сина му Умберто.
- 10 май – Рано сутринта Умберто II обявява абдикацията на баща си и издигането си за крал на Италия. Правителството променя институционалната формула, с която новият крал ще подписва своите актове: от „Умберто II, по Божията милост и по волята на нацията, крал на Италия“ на „Умберто II, крал на Италия“.
- 2 юни - Първи ден от гласуването за институционален референдум и за Учредително събрание.
- 3 юни - Втори ден от гласуването.
- 4 юни – Министърът на вътрешните работи Джузепе Ромита предава на министър-председателя Де Гаспери първите данни, получени до 8 сутринта и идващи главно от Южна Италия, които показват, че монархията води. Де Гаспери телефонира на министъра на Кралския дом Фалконе Лучиферо, за да му съобщи тези данни, като уточнява, че това са много частични резултати, които не позволяват никакви заключения и следователно не му позволяват да потвърди съображенията на министър Ромита, че победата на републиката все още е възможна. Папа Пий XII получава прогноза за победата на монархията от източници, близки до карабинерите.
- 5 юни – С напредването на броенето на бюлетините вестник „Унитà“ излиза със заглавие, което предполага победата на републиката, макар и с известна остатъчна предпазливост. В 10.30 сутринта Де Гаспери е приет в Квиринала и информира краля за значителното предимство на републиката, като му прочита все още временните данни. Умберто го информира за желанието си да напусне страната и изразява желание да изпрати прощално послание до нацията. Де Гаспери се съгласява. Вечерта МВР на базата на данните, с които разполага, неофициално обявява победата на републиката. Кралица Мария-Жозе и кралските принцове незабавно напускат страната на кораба „Херцог на Абруци“, насочвайки се към Португалия.
- 7 юни – Група преподаватели монархисти от Падуанския университет повдигат първа жалба в Касационния съд относно тълкуването, което трябва да се даде на „мнозинството от валидните гласове“. Умберто II отива във Ватикана и се сбогува с папа Пий XII. Фронтът на обикновения човек, пише писмо до президента Де Гаспери, в което обявява, че ще приеме апела на падуанските професори.
- 10 юни - Касационният съд, както се потвърждава от протокола, обявява резултатите от референдума, а именно: 12 672 767 гласа за републиката и 10 688 905 за монархията, като си запазва правото да оповести окончателните резултати и окончателното решение по протестите и жалбите на 18 юни. Монархическите демонстрации, които не винаги са мирни, особено в големите южни градове (Неапол, Таранто), но също и в Рим, са разпръснати от властите, оставяйки няколко жертви.
- 11 юни – Медиите широко отразяват победата на Републиката. Министерски съвет решава да представи на Умберто II документ, с който отбелязва обявяването на резултатите от референдума в полза на републиката, направено предишния ден от Касационния съд, и позволява на Председателя на Министерски съвет Алчиде де Гаспери да  упражнява правомощията на държавен глава, съгласно чл. 2 от Лейтенантския законодателен указ № 98 от 16 март 1946 г.. Умберто II си запазва правото да вземе решение за следващия ден.
- 12 юни - Кралят пише до Председателя на Министерския съвет, че не е съгласен с незабавното прехвърляне на правомощията на държавен глава, но че ще уважи „...отговора на мнозинството от италианския народ изразено от гласоподавателите, както ще произтече от окончателното решение на Върховния касационен съд“, като по този начин се придържа към тълкуването, дадено в жалбата на Селваджи и падуанските преподаватели.
- 12 юни - Правосъдният министър Палмиро Толяти, след хилядите оплаквания за измами, които продължават да валят от Италианския монархически съюз, заявява, че „има обжалвания, които може също да изискват проверка на бюлетините, които между другото не са тук и може би са унищожени“. Още тогава всъщност обявяването на изборния резултат от съда е извършено само след проверка на секционните протоколи. Поддръжниците на монархията повтарят няколко пъти, че „по-късно са открити торби и купчини протоколи на най-различни места“, но жалбите на монархистите, достигнали до Върховния съд, въпреки това са отхвърлени на 18 юни.
- 13 юни - След нощно заседание правителството решава, че след обявяването на резултатите на 10 юни от Касационния съд на Италия функциите на временен държавен глава, въз основа на чл. 2 от Лейтенатския законодателен указ № 98 от 16 март 1946 г. са прехвърлени ope legis[N 3] на министър-председателя Алчиде де Гаспери, въпреки отлагането на съобщаването на окончателните данни и противното мнение на краля. Умберто II Савойски, след като се обръща с прокламация към италианците, в която оспорва решението на правителството, предполагаемото нарушение на закона и поведението на неговите министри, доброволно заминава със самолет за Лисабон, заявявайки, че иска да избегне гражданската война.
- 18 юни - Върховният касационен съд на Италия потвърждава победата на републиканците с 12 717 923 гласа "за" срещу 10 719 284 гласа в полза на монархията и 1 498 136 невалидни гласа. Освен това съдът, с мнозинство от дванадесет магистрати срещу седем, включително противоположния глас на председателя Джузепе Пагано, установява, че с мнозинството от гласоподавателите, предвидено от закона за провеждане на референдума (чл. 2 от Лейтенантския законодателен указ № 98 от 16 март 1946 г.), трябва да се разбира като мнозинство от действителните гласове, т.е. като мнозинството от гласовете, без да се броят празните и недействителните бюлетини.  Това решение обаче е ирелевантно, тъй като дори като се преброят празните или невалидните бюлетини сред валидните гласове, Републиката би получила абсолютно мнозинство. Следователно всички жалби, представени от роялистите, са отхвърлени.

## Обяснителни бележки
1. ↑  Изразът „осакатена победа“ (на итал. vittoria mutilata) е измислен през 1918 г. от Габриеле Д'Анунцио и е възприет от националистите, реваншистите и някои от иредентистите Той осъжда липсата на всичките териториални компенсации, на които според тях Италия има право след Първата световна  война след Лондонския мирен договор и на условията на Примирието от Вила Джусти с Австро-Унгария.
2. ↑  Гласовете в полза на републиката надхвърлят тези в полза на монархията с приблизително дв2 млн., докато невалидните гласове са само 1 498 136.
3. 1 2  Латинската фраза ope legis (буквално „по закон“) е израз, който се използва в правния лексикон. Отнася се за хипотезите, при които дадено правно действие се поражда автоматично, просто защото е настъпила ситуацията, предвидена от правна разпоредба. В нормативните текстове обикновено, когато законодателят предвижда такова действие, се среща изразът "по право".
4. ↑  Много монархисти обаче не признават Виктор Емануил за претендент за трона, предпочитайки братовчед му Амадей Савойски-Аоста, който никога не е имал ограничения за достъп и пребиваване на италианска територия